# Mania (álbum de Fall Out Boy)
MANIA (estilizado como M A  N   I    A) es el séptimo álbum de estudio de la banda estadounidense Fall Out Boy, fue lanzado el 19 de enero de 2018, siendo el sucesor de su anterior álbum de estudio de 2015, American Beauty/American Psycho. 
El primer sencillo "Young and Menace" fue lanzado el 27 de abril de 2017. La canción tiene una notable influencia del género EDM, dándole otro progreso al sonido de la banda con el álbum.

## Antecedentes y grabación
La banda disfrutó de éxito comercial y aclamación mundial después de lanzar su sexto álbum de estudio, American Beauty/American Psycho (2015). Durante la extensa gira en apoyo del álbum, el grupo comenzó a escribir y grabar material para un séptimo álbum. El comienzo del proceso de producción de Mania comenzó después de que el líder de la banda, Patrick Stump, introdujera la canción " Young and Menace " al bajista Pete Wentz en el Reading and Leeds Festival en 2016, lo que inspiró a los músicos a grabar un largometraje. En una entrevista con Rolling Stone, Wentz describió la visión detrás de Mania. "Se siente como de vez en cuando, tienes que hacer un reinicio duro que borra el caché y borra el disco duro. Creo que eso es lo que Mania era: una gran limpieza de paleta", dijo Wentz.}
Después del lanzamiento de los dos primeros sencillos del álbum, "Young and Menace" y "Champion", Stump emitió un comunicado en Twitter confirmando que la banda estaba posponiendo la fecha de lanzamiento de Mania hasta el 19 de enero de 2018 debido a que el álbum "se precipitó"

### Retraso del nuevo álbum
Originalmente, Mania estaba programado para su lanzamiento el 15 de septiembre de 2017 en todo el mundo. Sin embargo, el 3 de agosto de 2017, Patrick Stump anunció que el disco se retrasaría hasta el 19 de enero de 2018. "El álbum realmente no está listo y se sintió muy apurado", dijo Stump en Twitter. "Nunca voy a sacar un disco que realmente no creo que sea al menos tan fuerte o válido como el anterior y para hacerlo necesitamos un poco más de tiempo para registrar de manera adecuada y cuidadosa actuaciones".
El 6 de noviembre de 2017, la banda anunció en las redes sociales que el álbum se había completado y reveló la lista de canciones.

## Sencillos
El 27 de abril, Fall Out Boy lanzó "Young and Menace" como el sencillo principal para su próximo álbum. La canción tiene una influencia notable del género EDM , dando a entender otra progresión del sonido de la banda con el álbum. La canción ha alcanzado su punto máximo en el número 102 en el Billboard Hot 100. Su video musical fueron protagonizados por SCANTRON & Mel Soria y fue lanzado ese mismo.
El 22 de junio, "Champion" fue lanzado como el segundo sencillo del álbum. 
El 14 de septiembre, "The Last of the Real Ones" es lanzado como el tercer sencillo del álbum.
El 15 de noviembre, "Hold Me Tight or Don't" fue lanzado como el cuarto sencillo del álbum.
El 10 de enero, "Wilson (Expensive Mistakes)" fue lanzado como el quinto sencillo del álbum.

## Recepción
Mania ha recibido críticas variadas de críticos de música. En Metacritic, que asigna una calificación normalizada de 100 a las críticas de la corriente principal de la crítica, el álbum tiene un puntaje promedio de 57 basado en 8 revisiones, lo que indica "críticas mixtas o promedio".

## Lista de canciones
| N.º | Título                             | Duración |  |
| 1.  | «Stay Frosty Royal Milk Tea»       | 2:50     |  |
| 2.  | «The Last of the Real Ones»        | 3:50     |  |
| 3.  | «HOLD ME TIGHT OR DON'T»           | 3:30     |  |
| 4.  | «Wilson (Expensive Mistakes)»      | 3:36     |  |
| 5.  | «Church»                           | 3:31     |  |
| 6.  | «Heaven's Gate»                    | 3:45     |  |
| 7.  | «Champion»                         | 3:13     |  |
| 8.  | «Sunshine Riptide» (con Burna Boy) | 3:24     |  |
| 9.  | «Young and Menace»                 | 3:44     |  |
| 10. | «Bishops Knife Trick»              | 4:23     |  |

## Posicionamiento en lista
| Lista (2018)                         | Posiciones |
| ------------------------------------ | ---------- |
| Australia (ARIA)                     | 3          |
| Austria (Ö3 Austria)                 | 6          |
| Bélgica (Ultratop flamenca)          | 11         |
| Bélgica (Ultratop valona)            | 36         |
| Canadá (Billboard Canadian Albums)   | 2          |
| Países Bajos (Album Top 100)         | 15         |
| Finlandia (Suomen Virallinen Lista)  | 8          |
| Francia (SNEP)                       | 50         |
| Alemania (Media Control Charts)      | 5          |
| Irlanda (IRMA)                       | 12         |
| Italian Albums (FIMI)                | 37         |
| New Zealand Albums (RMNZ)            | 6          |
| Noruega (VG-lista)                   | 20         |
| Polonia (ZPAV)                       | 15         |
| Escocia (Scottish Albums Chart)      | 3          |
| Spanish Albums (PROMUSICAE)          | 30         |
| Swedish Albums (Sverigetopplistan)   | 11         |
| Suiza (Schweizer Hitparade)          | 10         |
| Reino Unido (UK Albums Chart)        | 2          |
| Reino Unido (UK Rock & Metal Albums) | 1          |
| US Billboard 200                     | 1          |

## Personal
Fall Out Boy
- Pete Wentz - Bajo eléctrico
- Patrick Stump - Voz principal, teclado, guitarra rítmica
- Joe Trohman - Guitarra líder
- Andrew Hurley - Batería

Personal adicional
- Jesse Shatkin - Productor